# John Gofman

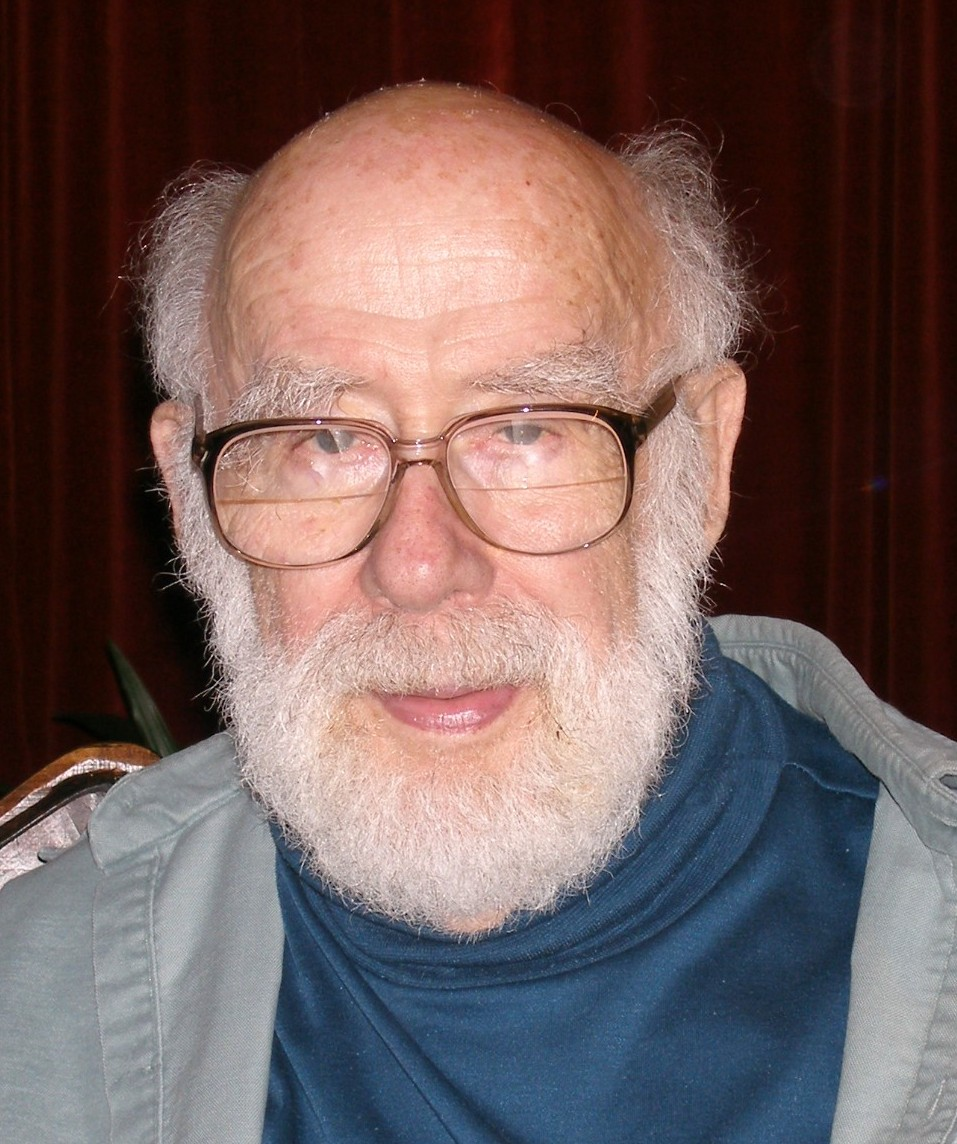
John Gofman (2005)

John Gofman (* 21. September 1918 in Cleveland, Ohio; † 15. August 2007 in San Francisco) war ein US-amerikanischer Kernphysiker und Molekularbiologe. Er erforschte die Wirkung von Uran-233. 1992 erhielt er den Right Livelihood Award (Alternativer Nobelpreis) für seine Forschungen zum Reaktorunfall von Tschernobyl und seine Warnungen vor den Gefahren der Kernenergie.

## Leben
John Gofman wurde als Sohn russisch-jüdischer Einwanderer in Cleveland, Ohio geboren.
1939 erwarb er einen Bachelor in Chemie am Oberlin College. 1943 promovierte er in Kernphysik unter Glenn T. Seaborg an der University of California, Berkeley. Seaborg nannte ihn später einen seiner brillantesten Studenten. Er beschrieb die Entdeckung der Radioisotope Protactinium-232, Uran-232, Protactinium-233 und Uran-233 und deren Spaltbarkeit. John Gofman war der dritte Wissenschaftler, der mit Uranisotopen forschte.
1946 promovierte er in Medizin (M.D.) in Berkeley, wurde 1947 Assistant Professor und dann Professor am Universitätskrankenhaus in Berkeley, an dem er 1973 emeritiert wurde. 1954 gründete er die medizinische Abteilung am Lawrence Livermore National Laboratory (LLNL) und leitete diese bis 1957 und 1963 gründete er die biomedizinische Abteilung, die er bis 1965 leitete. Bis 1969 war er auch einer der neun stellvertretenden Direktoren des LLNL.
1969 löste er mit seinem Schüler Arthur Tamplin eine heftige Debatte über die Schädlichkeit niedriger Dosen ionisierender Strahlung aus (Gofman-Tamplin-Kontroverse). Das fiel in eine Zeit in der die Debatte um Strahlengefahren damals in den USA neuen Auftrieb erhielt. Damals veröffentlichte zum Beispiel Ernest J. Sternglass seine These, dass Fallout von 1951 bis 1966 für 375.000 Sterbefälle von Kindern unter einem Jahr verantwortlich wäre und ebenso bei einer noch höheren Zahl von Föten. Der Gruppenleiter am Lawrence Livermore Laboratory Tamplin, der das Fallout-Risiko selbst untersucht hatte,  kritisierte die Zahlen von Sternglass als um rund einen Faktor hundert zu hoch, was aber immer noch ein höheres Risiko ergab als offizielle Stellen bei der AEC bereit waren zuzugeben.  1969 präsentierten Gofman und Tamplin dies auf einer Konferenz des IEEE und meinten, wenn die US-Bevölkerung die erlaubte Maximaldosis von 0,17 rad pro Jahr während ihrer Lebensspanne erhalten hätte (was wie sie betonten nicht annähernd der Fall war) dies zu 17.000 zusätzlichen Krebsfällen pro Jahr führen würde. Die erlaubten Maximaldosen waren ihrer Ansicht nach zu hoch und die Gefahren niedriger Strahlendosen unterbewertet und sie empfahlen angesichts der Unsicherheiten eine Absenkung der Grenzwerte um einen Faktor 10. Dabei stützten sie sich auf das später in die Kritik geratene LNT-Modell (lineare Extrapolation von hohen Dosen). Ihre Arbeit stieß in der AEC (die ihre Forschung finanzierte) auf Kritik und man forderte sie auf, sich modifizierter auszudrücken und Arbeiten für breiteres Publikum künftig mit ihnen abzustimmen. Gofman und Tamplin wollten darauf nicht eingehen und auch der Ton ihrer Kritik verschärfte sich zusehends. Nach Gofman waren nicht nur die Grenzwerte unzureichend, sondern sie bestritten auch, dass die Vorteile der zivilen Kernenergienutzung diese Gefahren aufwiegen würden. Eine Mehrzahl anderer Strahlenschutzexperten widersprach ihnen allerdings damals und auch die NCRP gab 1971 bekannt, dass sie auch angesichts der Kritik von Gofman und Tamplin ihre Empfehlungen für gut begründet hielt, in der breiteren Öffentlichkeit stießen sie allerdings auf mehr Zustimmung und der Federal Radiation Council (FRC) empfahl neue Studien durchzuführen.
1971 gründete er das Committee for Nuclear Responsibility, das die gesundheitlichen Auswirkungen ionisierender Strahlung untersuchte. Mit ihm arbeiteten drei Nobelpreisträger.
1992 erhielt er den Right Livelihood Award gemeinsam mit der ukrainischen Journalistin Alla Jaroschinska „für seine Pionierarbeit in der Darstellung der gesundheitlichen Folgen niedriger Dosen ionisierender Strahlung“.
John Gofman publizierte zahlreiche Schriften zu physikalischen, chemischen, medizinischen und molekularbiologischen Forschungen.